# Дузан
Дуза́н (фр. Douzens) — коммуна во Франции, находится в регионе Лангедок — Руссильон. Департамент коммуны — Од. Входит в состав кантона Капандю. Округ коммуны — Каркасон.
Код INSEE коммуны — 11122.
Коммуна расположена у подножия горы Аларик.

## Население
Население коммуны на 2008 год составляло 703 человека.
| 1962 | 1968 | 1975 | 1982 | 1990 | 1999 | 2008 |
| ---- | ---- | ---- | ---- | ---- | ---- | ---- |
| 789  | 800  | 674  | 642  | 554  | 606  | 703  |

## Экономика
В 2007 году среди 382 человек в трудоспособном возрасте (15—64 лет) 274 были экономически активными, 108 — неактивными (показатель активности — 71,7 %, в 1999 году было 67,9 %). Из 274 активных работали 228 человек (130 мужчин и 98 женщин), безработных было 46 (23 мужчины и 23 женщины). Среди 108 неактивных 19 человек были учениками или студентами, 49 — пенсионерами, 40 были неактивными по другим причинам.